# 无羁萜
无羁萜，也称为软木三萜酮（英語：Friedelin）是一种五环三萜类化合物，分子式C
30H
50O，存在于晚红瓦松（Orostachys japonica）、白背櫟（Quercus salicina），以及一些大麻属（Cannabis）植物的根中 。